# Peep Show (série télévisée)
Pour les articles homonymes, voir Peep show (homonymie).
Peep Show est une série télévisée britannique créée par Andrew O'Connor, Jesse Armstrong et Sam Bain, diffusée du 19 septembre 2003 au 16 décembre 2015 sur Channel 4 avec David Mitchell, Robert Webb et Olivia Colman dans les rôles principaux.
Cette série est inédite dans tous les pays francophones.
La série a été récompensée plusieurs fois aux British Academy Film and Television Awards.

## Synopsis
Cette série relate la vie de deux hommes d'une trentaine d'années souvent frustrés sexuellement, Mark Corrigan (interprété par David Mitchell) et Jeremy Osborne (Jez) (interprété par Robert Webb). Ils se sont rencontrés dans la Dartmouth University et sont colocataires à London Road dans le district de Croydon (au sud de Londres) et aiment se surnommer les « El Dude Brothers ».
Mark travaille comme comptable dans un établissement de crédit, et n’est souvent pas à l’aise d’un point de vue social. Il se montre pessimiste sur à peu près tout. Jeremy son colocataire, qui au début de la série venait juste de se séparer de sa copine Big Suze, « loue » une chambre chez Mark. Il parait plus optimiste et énergique que celui-ci, cependant son prétendu talent de musicien n’est pas reconnu, et il n’a pas la vie sociale ou sexuelle épanouie qu’il a l’impression de vivre.
Ces deux personnages centraux sont entourés d'autres personnes très diverses: 
- Nancy, une magnifique jeune américaine de passage en Europe et qui tente toutes les expériences possibles, qui se mariera avec Jeremy pour des raisons de visa.
- SuperHans, le meilleur copain et leader du groupe de Jez, qui passe son temps sous l'emprise de toutes les drogues connues
- Sophie, la bien-aimée dont Mark rêve mais qu'il n'ose pas aborder
- Johnson, l'idole de Mark, un requin de la finance et tombeur de femmes.

La série est filmée d'une façon subjective. En effet, le spectateur voit et entend ce que les deux personnages principaux voient et pensent.

## Distribution
- David Mitchell : Mark Corrigan
- Robert Webb : Jeremy Usborne
- Olivia Colman : Sophie Chapman
- Matt King : Super Hans
- Paterson Joseph : Alan Johnson
- Neil Fitzmaurice (en) : Jeff Heaney

- Elizabeth Marmur : Toni Papadopoulopoulos (Saisons 1–2)
- Rachel Blanchard : Nancy (Saisons 2 & 4)
- Sophie Winkleman : Big Suze (Saison 3 – en cours)
- Jim Howick : Gerard (Saison 4 - en cours)
- Isy Suttie (en) : Dobby (Saison 5 – en cours)
- Vera Filatova : Elena (Saison 6)
- Emily Bruni (en) : Gail (Saisons 6–7)
- Camilla Beeput (en) : Zahra (Saison 7 - en cours)

## Épisodes

### Première saison (2003)
1. Warring Factions
2. The Interview
3. On the Pull
4. Mark Makes a Friend
5. Dream Job
6. Funeral

### Deuxième saison (2004)
1. Dance Class
2. Jeremy Makes It
3. Local Hero
4. University Challenge
5. The Man Show
6. Wedding

### Troisième saison (2005)
1. Mugging
2. Sectioning
3. Shrooming
4. Sistering
5. Jurying
6. Quantocking

### Quatrième saison (2007)
1. Sophie's Parents
2. Conference
3. Gym
4. Handyman
5. Holiday
6. Wedding

### Cinquième saison (2008)
1. Burgling
2. Spin War
3. Jeremy's Broke
4. Jeremy's Mummy
5. Jeremy's Manager
6. Mark's Women

### Sixième saison (2009)
1. Jeremy at JLB
2. The Test
3. Jeremy in Love
4. The Affair
5. The Party
6. Das Boot

### Septième saison (2010)
1. St Hospitals
2. Man Jam
3. A Beautiful Mind
4. Nether Zone
5. Seasonal Beatings
6. New Year's Eve

### Huitième saison (2012)
1. Jeremy Therapised
2. Business Secrets of the Pharaohs
3. The Love Bunker
4. Big Mad Andy
5. Chairman Mark
6. Quantocking II

### Neuvième saison (2015)
Le 16 décembre 2013, une neuvième saison a été confirmée. Elle est diffusée du 11 novembre 2015 au 16 décembre 2015 .
1. The William Morris Years
2. Gregory's Beard
3. Threeism
4. Mole-Mapping
5. Kid Cave
6. Are We Going To Be Alright?